# Psycroptic
Psycroptic ist eine australische Technical-Death-Metal-Band aus Hobart, Tasmanien.

## Geschichte
Psycroptic wurde im Jahr 1999 von den Brüdern Dave und Joe Haley gegründet. Ein Jahr später nahmen die beiden mit Matthew Chalk (Gesang) und Cameron Grant (E-Bass) das Debütalbum The Isle of Disenchantment auf. Ursprünglich sollte es eine Demo-CD werden; die Band entschied sich jedoch dafür, es als ein richtiges Album zu veröffentlichen.
Nachdem das Album 2001 erschienen war, wurden Pyscroptic eingeladen, mehrere Live-Auftritte in Melbourne zu spielen.
2002 nahm man in den Red Planet Studios in Hobart das zweite Studioalbum The Scepter of the Ancients auf. Nach der Veröffentlichung im Mai 2003 ging die Band zusammen mit Incantation auf ihre erste Australien-Tour.
2004 folgten eine zweite Tour durch ganz Australien (mit Deeds of Flesh) und die erste Europa-Tour (mit Dismember und Anata). Sänger Matthew Chalk unterbrach die Tour und wurde durch Jason Peppiatt ersetzt. Chalk ist derzeit bei Spawn of Possession aktiv.
Ehe die Band das dritte Studioalbum Symbols of Failure aufnahm, war sie mit Hate Eternal wieder in Australien auf Tour. Das Album erschien im Januar 2006. Im selben Jahr waren Psycroptic mit Nile erneut in Europa und mit Cannibal Corpse schließlich wieder in Australien auf Tour.
Im Juni 2008 unterschrieb die Band bei Nuclear Blast einen Plattenvertrag. Im Oktober 2008 erschien das Album Ob(Servant).

## Diskografie
Alben
- 2001: The Isle of Disenchantment (Eigenveröffentlichung)
- 2003: The Scepter of the Ancients (Unique Leader Records)
- 2006: Symbols of Failure (Neurotic Records)
- 2008: Ob(Servant) (Nuclear Blast)
- 2010: Initiation (Live-Album, Stomp Records)
- 2012: The Inherited Repression (Nuclear Blast)
- 2015: Psycroptic (Prosthetic Records)
- 2018: As the Kingdom Drowns (Prosthetic Records)
- 2022: Divine Council (Prosthetic Records)